# Un topo invisibile
Un topo invisibile (The Invisible Mouse) è un film del 1947 diretto da William Hanna e Joseph Barbera. È il trentatreesimo cortometraggio animato della serie Tom & Jerry, prodotto dalla Metro-Goldwyn-Mayer e uscito negli Stati Uniti il 27 settembre 1947. È una parodia del romanzo L'uomo invisibile di H. G. Wells.

## Trama
Tom piazza delle esche a Jerry con del formaggio allo scopo di attirare il topo, e inizia a inseguirlo finché non si nasconde inconsapevolmente in una boccetta di inchiostro invisibile. Dopo averne sperimentato gli effetti, Jerry si diverte a girare per la casa muovendo gli oggetti e a provocare Tom senza che lui possa vederlo infilandogli la coda in una presa elettrica, sputandogli il latte in faccia e facendogli cadere un ferro da stiro su un piede. Spaventato, Tom si guarda allo specchio e, sfinito, afferra un guanciale, si accascia e si addormenta pesantemente. Subito dopo spunta da sotto un tavolo una scatola di fiammiferi che si ferma ai piedi di Tom: un fiammifero ne esce e la scatola si infila tra le dita di un piede di Tom che, dormendo, non sente nulla. Il fiammifero si accende e appicca il fuoco a tutti i fiammiferi nella scatola. Tom inizia a sudare, si sveglia confuso e si accorge del fuoco sul suo piede. In preda al panico corre a spegnere il piede in fiamme nella boccia di un pesce rosso. Mentre Tom è ancora dolorante Jerry si mette a suonare il pianoforte spaventandolo. Subito dopo però si mette a mangiare una banana sotto una lampada, così che Tom riesce a vedere la sua ombra sul muro. Tom si rende conto di tutto e, per vendicarsi dei dispetti subiti, soprattutto della bruciatura al piede, lo colpisce in testa con un libro. Tom lo insegue e cosparge il pavimento di farina, così da poter vedere le impronte di Jerry che, dopo aver afferrato una mazza da golf, lo colpisce sul sedere. Quando il gatto lo insegue sulla veranda, Jerry colpisce in testa Spike con la mazza e la dà a Tom. Così Spike, pensando di essere stato colpito da Tom, caccia il gatto fuori dal giardino usando la stessa mazza, e poi lo insegue colpendolo ripetutamente sul sedere. Rientrato in casa, Jerry torna visibile bevendo del latte al cioccolato.